# التصوير بالألوان

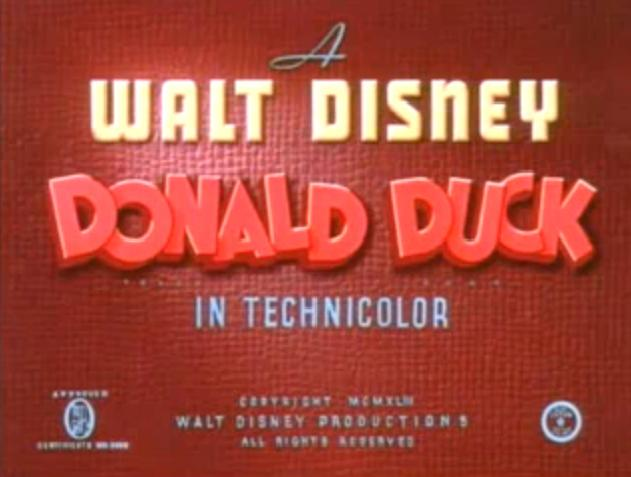
بطاقة عنوان لوالت ديزني دونالد داك مع الكرتون «بتقنية تكنيكولور». العديد من 1930 و'40 الأمريكية تم إنتاج الرسوم المتحركة القصيرة بتكنيكولور.

تكنيكولور هو تقنية فيلم سينمائي ملون أبتكرت في عام 1916 ثم تحسنت على مدى عدة عقود.
وكانت هذه هي تقنية الألوان الرئيسية الثانية، بعد كاينماكولور البريطانية، وكانت تكنيكولور هي عملية اللون الأكثر استخداما على نطاق واسع في هوليوود من عام 1922 إلى عام 1952. تكنيكولور أصبحت معروفة واحتفل بها كونها أكثر تشبعا بالألوان، وكانت قد أستخدمت في البداية حيث هي الأكثر شيوعا لتصوير المسرحيات الغنائية مثل  ساحر أوز العجيب  و الغناء تحت المطر ، صور مثل  مغامرات روبن هود  و جان دارك ، ورسوم متحركة أفلام مثل  سنو وايت والأقزام السبعة  و فنتازيا '. وعندما نضجت التكنولوجيا كانت تستخدم أيضا لأفلام أقل إثارة ودراما كوميدية.  فيلم نوار  - مثل  اتركها للجنة (فيلم) نياجرا—تم تصويره بتكنيكولور.
تكنيكولور هي العلامة التجارية لسلسلة من تقنيات اللون السينمائية رائدها تكنيكولور الحركة كوربوريشن صورة (إحدى الشركات التابعة لشركة تكنيكولور، )، والآن هي فرع من الشركة الفرنسية تكنيكولور إس أ. ومؤسسة أفلام الحركة تكنيكولور تأسست في بوسطن في عام 1914 (مسجلة في ولاية ماين في عام 1915) من قبل هربرت كالموس، دانيال فروست كومستوك، ودبليو بيرتون يسكوت. كان اسم «تك» وهو اسم الشركة مستوحى من قبل معهد ماساتشوستس للتكنولوجيا، حيث تلقى كل من كالموس وكومستوك دراستهم الجامعية وكانوا في وقت لاحق يعملون مدربين. تكنيكولور، إنكوربوريشن. تم تأجيرها في ديلاور في 1921. وقد أخذت معظم براءات الاختراع تكنيكولور في وقت مبكر من قبل كومستوك ويسكوت، في حين خدم كالموس في المقام الأول كرئيس للشركة ومديرها التنفيذي.

## استخدام الاسم
مصطلح «تكنيكولور» تاريخيا استخدمت لوصف أربعة مفاهيم:
- تقنية تكنيكولور أو شكل: في العديد من نشأة نظم الصور المستخدمة في إنتاج فيلم (1917-)، والتي بلغت ذروتها في تقنية «الثلاث شرائط». (1932-1955)
- طباعة تكنيكولور IB (IB تختصر «تشرب»، وهو عملية نقل صبغة): وهي عملية لصنع مطبوعات اللون السينمائية الذي يسمح باستخدام الأصباغ التي هي أكثر استقرارا ودواما من تلك التي تم إنشاؤها في الطبع اللوني. في الأصل تستخدم للطباعة من السلبيات فصل الألوان تصويرها على الفيلم الأسود والأبيض في الطبع كاميرا تكنيكولور، تم تطبيقه لاحقا في جعلها تطبع من السلبيات ثم تصويرها في فيلم لون قياسي في الكاميرا العادية. (1928-2002، مع وجود ثغرات مختلفة من توافر ما بعد 1974 اعتمادا على المختبر)
- مختبرات تكنيكولور: مجموعة من مختبرات الأفلام في جميع أنحاء العالم التي تملكها وتديرها تكنيكولور لخدمات ما بعد الإنتاج، بما في ذلك التطوير والطباعة، وتحويل الأفلام في جميع العمليات الرئيسية، فضلا عن أن تكنيكولور تحتفظ بالملكية للأفلام باستخدام هذه المختبرات وبالتالي تحتفظ «بواسطة ملكية تكنيكولور للألوان» على الرغم من عدم إعطاء 'شكل'أو 'الطباعة' من تكنيكولور 'وقد عرضت مؤخرا. (1922 إلى الوقت الحاضر)
- تكنيكولور: شركة مظلة تضم كافة الخدمات الإضافية الأخرى المذكورة أعلاه، وكذلك. (1914 إلى الوقت الحاضر)

## التاريخ

### اللونين تكنيكولور

#### العملية 1

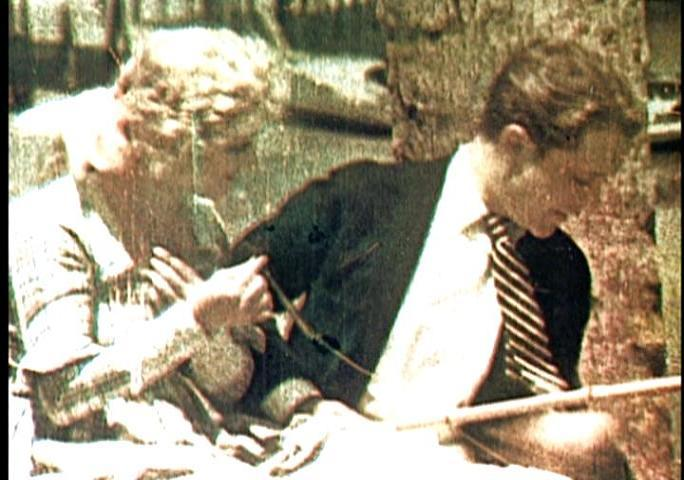
لون مركب من زوج من الأطر من الجزء المتبقى من الخليج بين (1917)، وهو أول فيلم تكنيكولور

تكنيكولور موجود أصلا في نظام اللونين (الأحمر والأخضر). في العملية 1 (1916)، وهو كراس مجزىء الحزمة وراء عدسة الكاميرا التي تعرض إطارين متتاليين من شريط واحد من فيلم سلبي من الأسود والأبيض في وقت واحد، وراء المرشح الأحمر، والآخر خلف المرشح الأخضر. ولأن إطارين كانا يعرضان في وقت واحد فإن الفيلم يجب أن يصور ويعرض بضعف السرعة العادية. ويتطلب الأمر جهاز عرض خاص مزود بإثنتين من الفتحات (واحد مع مرشح أحمر والآخر مع مرشح أخضر)، واثنين من العدسات، ومنشور قابل للتعديل لتثبيت الصورتين على الشاشة. وقد أظهرت النتائج الأولى لأعضاء المعهد الأمريكي لمهندسي التعدين في نيويورك في 21 شباط، 1917. يتقنية تكنيكولور نفسها تم إنتاج الفيلم الوحيد الذي أحرز في عملية 1،  الخليج بين ، الذي كان له جولة محدودة من المدن الشرقية، بدءا من بوسطن ونيويورك في سبتمبر 1917، في المقام الأول لجذب اهتمام منتجي وعارضى الأفلام السينمائية لجدوى الفائدة من اللون. الحاجة شبه ثابتة لفني ضبط محاذاة العرض لعملية الإسقاط المحكم اللون المضاف.لايوجد سوى عدد قليل من الإطارات من 'الخليج بين' ، والتي تبين النجمة غريس دارموند، هي الموجودة اليوم.

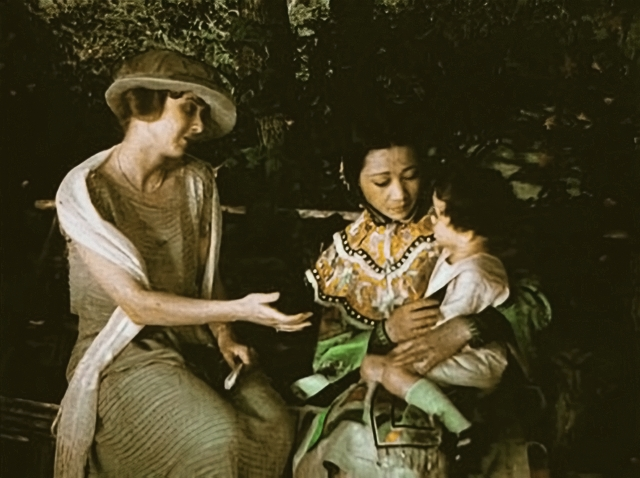
إ طار من الفيلم المنتج بتكنيكولور حصيلة البحر (1922)

#### العملية 2
ولقناعتهم بأنه ليس هناك مستقبل في عملية اللون المضاف، فإن كومستوك وويسكوت وكالموس ركزوا اهتمامهم على عملية طرح اللون. هذا توج ما يمكن أن يكون في نهاية المطاف ما يعرف باسم العملية 2 (1922) (وأحيانا تسمى بطريقة مشوشة "اثنان-شريط" "). كما كان من قبل، استخدمت كاميرا خاصة لتكنيكولور تجزئة الشعاع التي تعرض في نفس الوقت إطارين من شريط واحد من الأسود والأبيض للفيلم، واحدة وراء مرشح واحد أخضر والأخرى وراء مرشح أحمر.
كان الفرق أن اثنتين من عناصر السلبية كانت تستخدم الآن لإنتاج الطباعة بطريقة لون طرحي. لأن الألوان كانت موجودة فعليا في الطباعة، لم يكن مطلوبا أي معدات خاصة للإسقاط، وكان التسجيل الصحيح للصورتين لا يعتمد على مهارة عارض الأفلام.

## تكنيكولور اليوم
ظلت شركة تكنيكولور شركة تجهيز الأفلام الناجحة وانخرطت لاحقا في تقنية دمج الفيديو والصوت (CD، DVD VHS والتصنيع) وعمليات الفيديو الرقمية. MacAndrews & فوربس حصلت عليها شركة تكنيكولور، في عام 1982 مقابل 100 مليون دولار، ثم بيعها في عام 1988 إلى شركة بريطانية كارلتون الاتصالات PLC 780 مليون دولار. تكنيكولور إنكوربوريشين، استحوذت على شركة تجهيز الأفلام الموحدة للصناعات السينمائية في 2000. منذ عام 2001، كانت تكنيكولور جزءا من تكتل الالكترونيات وسائل الإعلام الفرنسية ومقرها طومسون. تم تغيير اسم مجموعة تومسون إلى «تكنيكولور» في 1 فبراير عام 2010، وبذلك تم إعادة بناء الشركة بأكملها بعد الأميركية التابعة لتكنولوجيا فيلم في إعادة العلامة التجارية.
استمرت الجماليات البصرية لنقل الصبغة تكنيكولور لاستخدامها في هوليوود، وعادة في الأفلام المنصوص عليها في منتصف القرن 20. أجزاء من الطيار، عام 2004 بيوبيك من هوارد هيوز، تم التلاعب بها رقميا لتقليد عمليات اللون التي كانت متاحة خلال الفترات حيث كان كل مشهد يتم حدوثه. مظهر ويستشهد فيلم-اللونين بشكل غير صحيح [بحاجة لمصدر] كما تبدو وكأنها أنظمة تكنيكولوراللونين، بينما في واقع الأمر هو رسالة فاكسيميليية من نظام الألوان الخاصة بهيوز متعدد الألوان. يبدأ بتكنيكولور «ثلاث-شرائط» تبدو بعد لقطات من شريط إخباري لهيوز لتسجل أول رحلة حول العالم.

## مزيد من القراءات
- Fred E. Basten, Glorious Technicolor: The Movies' Magic Rainbow. Easton Studio Press, 2005. ISBN 0-9647065-0-4
- Adrian Cornwell-Clyne, Colour Cinematography. London Champman & Hall, 1951.
- Richard W. Haines, Technicolor Movies: The History of Dye Transfer Printing. McFarland & Company, 2003. ISBN 0-7864-1809-5
- John Waner, Hollywood's Conversion of All Production to Color, Tobey Publishing, 2000.
- Herbert T. Kalmus with Elenaore King Kalmus, Mr. Technicolor: The Fascinating Story of the Genius Who Invented Technicolor and Forever Changed the History of Cinema", MagicImage Filmbooks, 1993. ISBN 1-882127-31-5

## الروابط الخارجية
- Technicolor official site
- Technicolor on Timeline of Historical Film Colors with many written resources and many photographs from Technicolor prints.
- Kulturblog: Technicolor, An Explanation
- Technicolor History at the American WideScreen Museum
- Database of 3-strip Technicolor Films